# Nawshirwan Mustafa

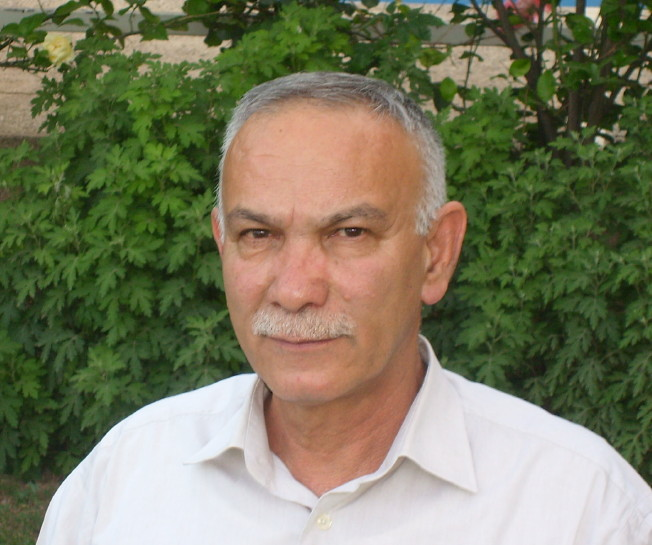
Nawshirwan Mustafa

Nawshirwan Mustafa (Koerdisch: Nawshirwan Mistefa) (Slemani 1944 - aldaar, 19 mei 2017) was een Koerdisch politicus, strateeg en historicus. Hij was de medestichter, en tot december 2006 de vicesecretaris-generaal, van de Patriottische Unie van Koerdistan (PUK). Hij was tot aan zijn dood de leider van oppositiepartij Gorran in de Koerdische Autonome Regio in Irak.

## Biografie
Nawshirwan Mustafa werd geboren in 1944 in Slemani in Iraaks Koerdistan. Hij studeerde politicologie en internationale wetgeving aan de universiteiten van Bagdad en Wenen. Tijdens zijn studie was hij actief in het organiseren van bewegingen om Koerdische kwestie wereldkundig te maken. Naast Koerdisch spreekt hij Engels, Duits en Arabisch.
Mustafa begon zijn politieke carrière in 1961 bij de KDP, maar verliet de KDP spoedig omdat hij het oneens was met de leiding en de ideeën van de partij. Hij vervolgde zijn politieke carrière in Komalai Ranjdarani Kurdistan, een partij die onder andere door Shahid (martelaar) Aram opgericht werd. In deze periode gaf hij ondergrondse lezingen over de toekomstige rol van de Koerden in Irak. Hij begon een maandelijks tijdschrift te publiceren waarin de ideeën van zijn geheime organisatie werden beschreven. Het tijdschrift won aan populariteit in alle lagen van de Koerdische maatschappij. Zijn populariteit trok ook de aandacht van de centrale regering die het tijdschrift verbood en Mustafa ter dood veroordeelde. Mustafa vluchtte naar Oostenrijk en vervolgde daar zijn studie. Gedurende zijn verblijf in Wenen en tijdens talrijke reizen naar Europese hoofdsteden als een student zette hij zich in om de Koerdische kwestie onder de aandacht te brengen.

## Politieke rol 1975-1992
Mustafa was bezig aan zijn laatste studiejaar aan de Universiteit van Wenen toen de Barzani-opstand neergeslagen werd, iets dat onder de Koerden bekendstaat als de Ashbatal. Hierop keerde hij terug naar Irak. In gesprekken met Jalal Talabani werd besloten dat een nieuwe Koerdische beweging de leemte moest vullen. Samen richtten zij de Patriottische Unie van Koerdistan (PUK) op. Mustafa voegde zijn eigen partij (Komalai Ranjdarani Koerdistan) toe aan de PUK en werd de vicesecretaris-generaal van de PUK.
Tussen 1976 en 1992 was Mustafa hoofdstrateeg en -onderhandelaar van de PUK. Naast zijn politieke rol was hij de leider van alle Peshmergamachten onder de controle van de PUK. Hij verdiende het respect van de Koerdische volk voor zijn jaren van strijd, moed en tactische bekwaamheid in de strijd tegen de regime van Saddam Hoessein.
Mustafa was de leider en uitvoerder van de Koerdische Opstand (Raparin) van maart 1991 die hij met een aantal van zijn vertrouwelingen plande, organiseerde en uitvoerde. Deze opstand leidde tot de bevrijding van Iraaks Koerdistan en het ontstaan van de Koerdische Autonome Regio. Vanwege zijn verdiensten tijdens deze Opstand wordt Mustafa door de meeste Koerden de "architect" van de Raparin genoemd.

## Politieke rol 1992-2002
Na 1992 beperkte Mustafa zijn betrokkenheid in de Koerdische politiek en verliet gedurende korte tijd Iraaks Koerdistan. Hij leefde in Londen waar hij zich bezighield met het schrijven over de Koerdische politieke geschiedenis. Zijn voornaamste boeken zijn:
- Keshay Parti u Yeketi (Onenigheden tussen PDK en PUK)
- Panjekan yaktri ashkenn (De vingers die elkaar breken)
- Komari Koerdistan (Republiek van Koerdistan)
- Xulanewe le naw bazneda (Draaien binnen een cirkel)
- La kanari Danubawa bo xri Nawzang  (Van de oever van de Donau naar de Nawzangvallei)

## Politieke rol 2002-2007
Mustafa nam de rol van hoofd onderhandelaar namens de Koerden bij het opstellen van de Iraakse grondwet. Hij ontwierp Artikel 58 dat over de kwestie van de gearabiseerde gebieden van Koerdistan gaat en dreigde dat indien dit artikel niet aanvaard zou worden, de Koerden niet langer een deel van Irak zouden blijven. Later werd dit Artikel door een verbeterde versie vervangen dat thans bekendstaat als Artikel 140. 
Mustafa verlegde zijn aandacht in 2005 naar de binnenlandse politiek van het Koerdische gebied en begon een hervorming. Dit deed hij omdat de politieke partijen alle macht hadden over de universiteiten, overheidsinstellingen, ministeries en het parlement. Er sprake was van grootschalige corruptie binnen en buiten de overheidsinstellingen. Hij lanceerde een campagne van hervorming die uiteindelijk door de leiding van zowel de PUK als van de KDP werd belemmerd. Hierop diende hij zijn ontslag bij de PUK. Nadien werd Mustafa leider van de Lijst van Verandering (Goran). In de verkiezingen van 2009 behaalde hij 25 zetels in het Koerdische Parlement en in 2014 werd Gorran de tweede partij van de regio. Er werd een coalitie gevormd met de KPD, maar in 2015 werden de Gorran-ministers uit de regering gezet.
- International Standard Name Identifier: 0000 0000 3649 1826
- Library of Congress Control Number: n2004144170
- Nationale Bibliotheek van Israël: 987007409856205171
- Nederlandse Thesaurus van Auteursnamen: 323832865
- Virtual International Authority File: 63408698
- WorldCat: E39PBJtmvGMfVxKDhRwcHQPqQq